# Великоолександрівська ГЕС

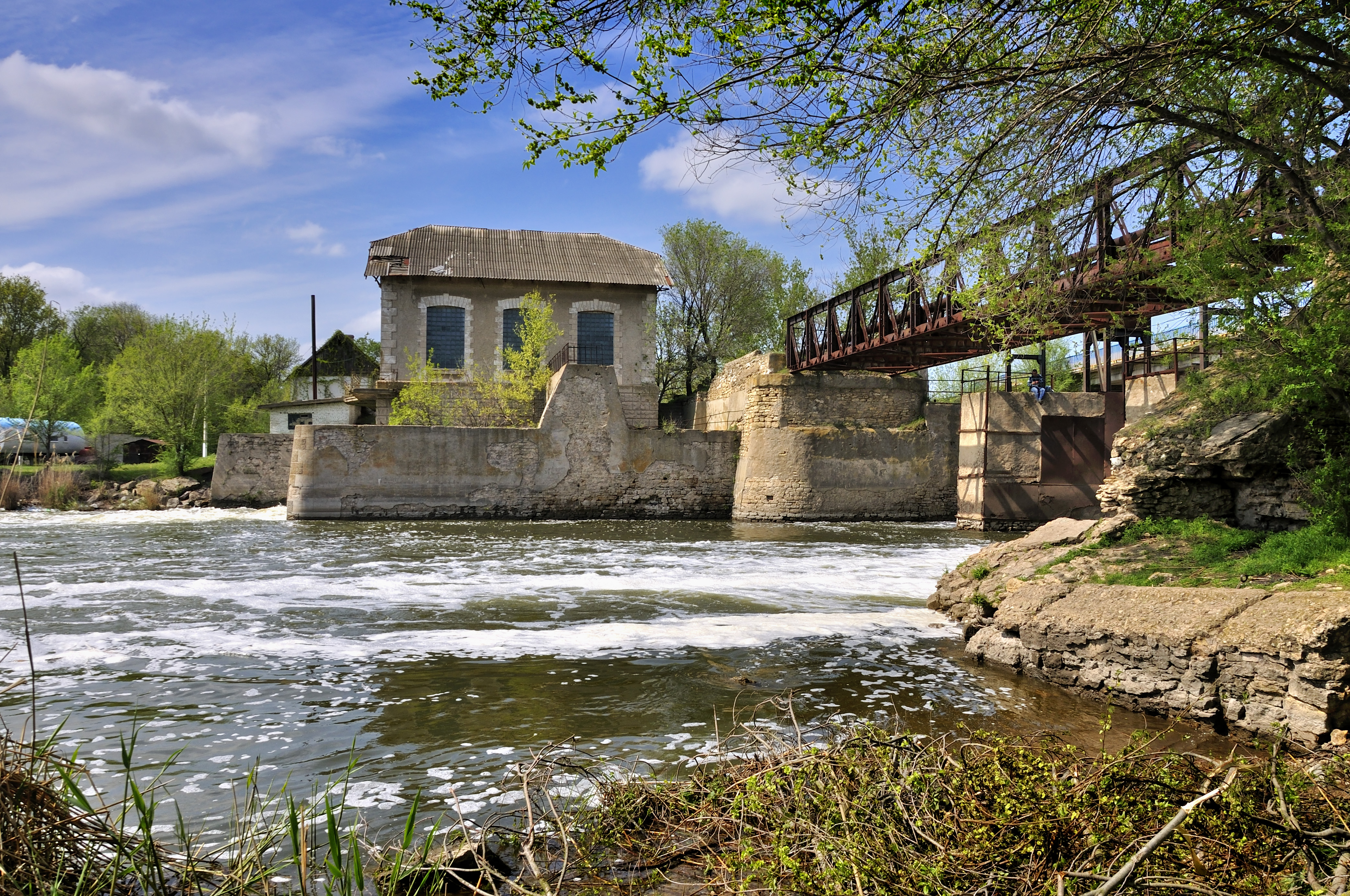

Великоолександрівська ГЕС — перша гідроелектростанція на півдні України. Знаходиться в селищі міського типу Велика Олександрівка Херсонської області.

## Загальні відомості
1924 року вперше районною радою розглядалося питання будівництва невеликої електростанції для потреб сільського господарства та переробної промисловості.
Великоолександрівська ГЕС була збудована за планом ГОЕЛРО, у 1928 році на річці Інгулець, це одна з найперших гідроелектростанцій в Україні. На ній працювало 13 людей.
У воєнний час гідроелектростанція була пошкоджена двома вибухами: першим вибухом, перед окупацією німців у 1941 році, — радянським військами був підірваний гідровузол, але гребля залишалась неушкодженою; другий вибух здійснили німці при відступі, тоді була порушена і гребля.
В повоєнні роки і до 1950-х років працювала тільки як дизельна електростанція. Припинила свою роботу після побудови Каховської ГЕС.
Відновлена в кінці 2016 року. На кінець літа 2017 до мережі ще не підключена.